# Celta Vigo B
Celta Vigo B – drużyna rezerw hiszpańskiego klubu piłkarskiego Celta Vigo z miasta Vigo w Galicji. W sezonie 2022/2023 występuje w rozgrywkach Primera Federación. Klub został złożony w 1923 roku.

## Stadion, sponsorzy i władze klubu
Stadion: Municipal de Barreiro
Pojemność stadionu: 4500
Główny trener: Claudio Giraldeza
Główni sponsorzy: Abanca, Estrella Galicia

## Skład w sezonie 2022/23[2]
| Nr | Poz. | Piłkarz               |
| -- | ---- | --------------------- |
| 1  | BR   | Cola Carrillo         |
| 2  | OB   | Thomas Carrique       |
| 3  | OB   | Fernando Medrano      |
| 4  | OB   | Javi Domínguez        |
| 5  | OB   | Sergio Barcia         |
| 6  | PO   | Carlos Beitia         |
| 7  | NA   | Miguel Rodríguez      |
| 9  | NA   | Lautaro de León       |
| 10 | NA   | Iker Losada (kapitan) |
| 11 | NA   | Javi Gómez            |
| 13 | BR   | Raúl García           |
| 14 | OB   | Carlos Domínguez      |

| Nr | Poz. | Piłkarz                                  |
| -- | ---- | ---------------------------------------- |
| 16 | PO   | Martín Calderón (wypożyczony z Cádiz CF) |
| 17 | PO   | Raúl Blanco                              |
| 18 | NA   | Pablo Durán                              |
| 19 | OB   | Martín Conde                             |
| 20 | OB   | Iván López                               |
| 21 | PO   | Víctor San Bartolomé                     |
| 22 | PO   | Hugo Sotelo                              |
| 23 | NA   | Hugo Álvarez                             |
| 24 | BR   | Christian Joel                           |
| 27 | PO   | Yoel Lago                                |